# الان‌ها
اَلان‌ها یکی از اقوام ایرانی‌تبار ساکن اروپا در دوران باستان بودند. نام الان صورتی از واژه آریا است. بازمانده این قوم که در اوستیا در مرز روسیه و گرجستان زندگی می‌کنند قومیت و زبان خود را ایرون می‌نامند. حماسه نرت حماسه ملی مردمان ایرانی‌تبار قفقاز شمالی و مردمان بازماندۂ الان است.
آلان‌ها به یک زبان ایرانی شرقی صحبت می‌کردند که از زبان سکایی-سرمتی گرفته شده بود و به نوبه خود به زبان اوستیایی جدید تبدیل شد. نام آلان نمایانگر یک فرم گویشی ایرانی شرقی از اصطلاح ایرانی باستان آریایی است، و به همین دلیل با نام کشور ایران (از ژن جمع *aryānām) هم خانواده است.

## تاریخچه و پیدایش

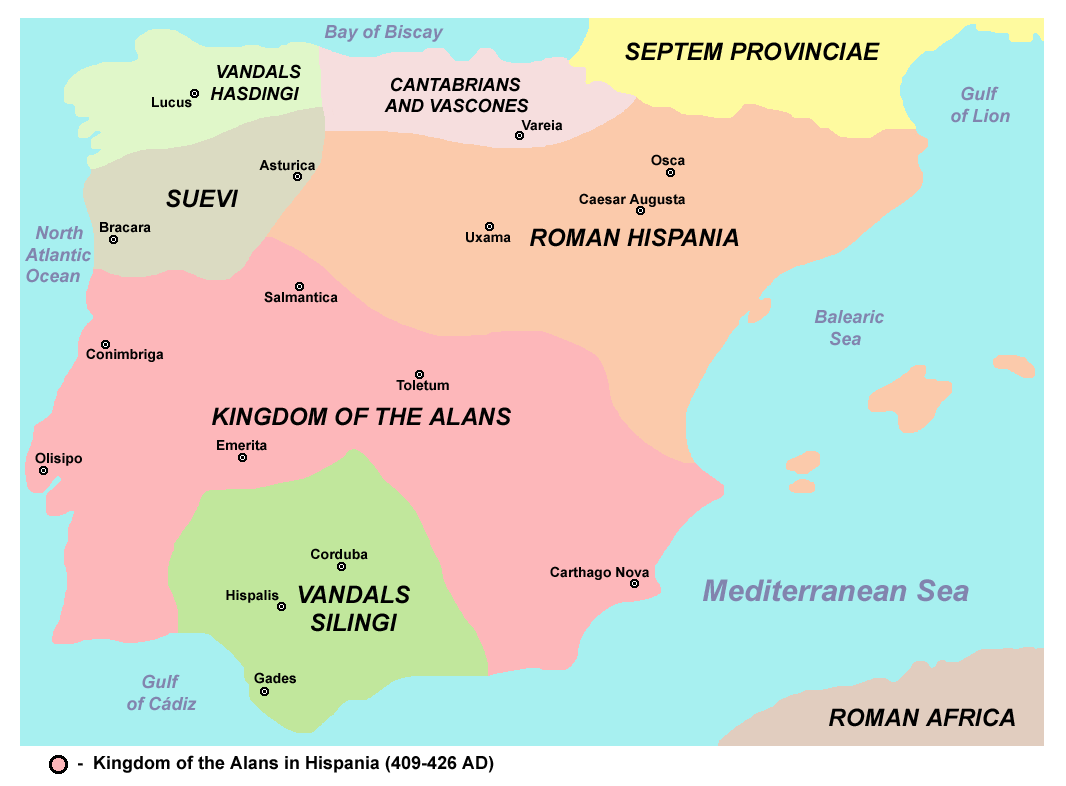
پادشاهی الان‌ها در اسپانیا (۴۰۹–۴۲۶ بعد از میلاد).

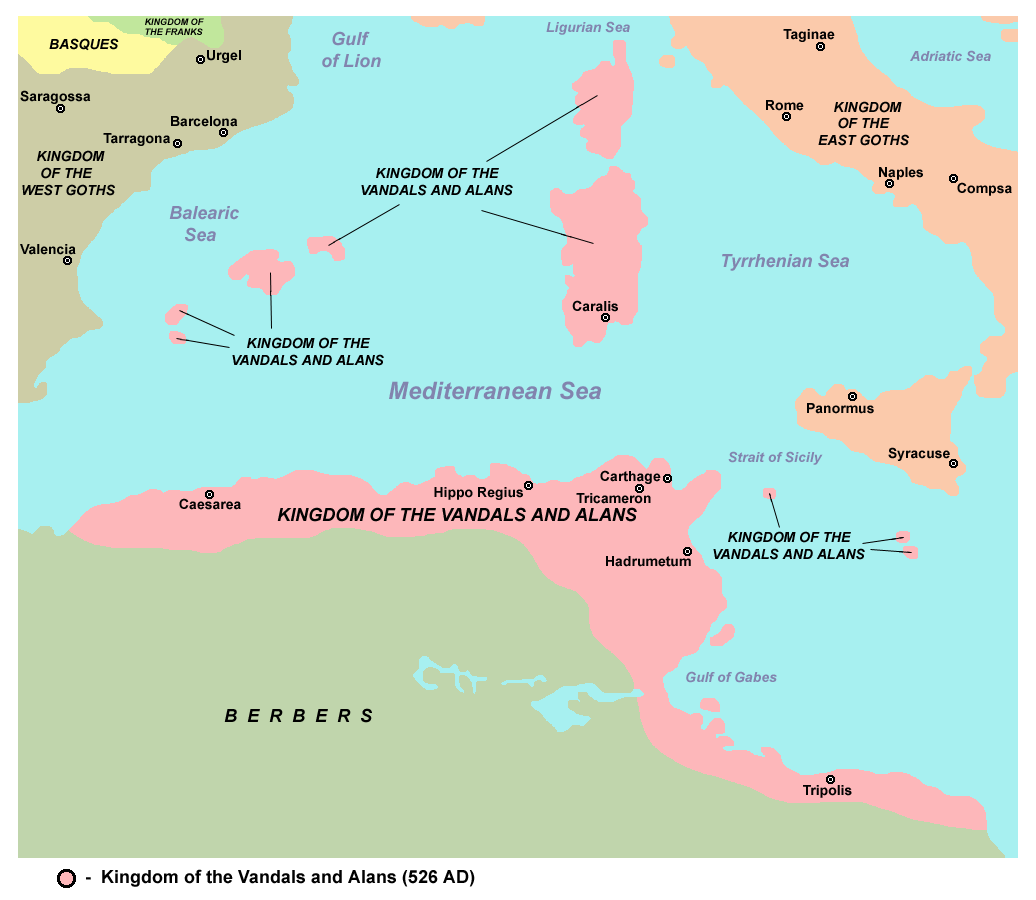
پادشاهی الان‌ها و وندال‌ها در شمال آفریقا (۵۲۶ میلادی).

الان‌ها گروهی از سرم‌ها (شاخه‌ای از اقوام سکاها یا اسکیت‌ها) بودند که با یکدیگر متحد شده و در سده اول پیش از میلاد در ناحیه آزوف و مناطق قفقاز جنوبی ساکن شدند. از آنجا به شبه جزیره کریمه و آسیای کوچک و فرا-قفقاز (قفقاز شمالی) تاختند. در آن روزگار، اقتصاد الان‌ها متکی بر گله‌داری بود. در سیر تاریخی اقوام ایرانی زبان شمالی، الان‌ها میان سکاها و سَرمَت‌ها دنیای باستان از یک سو، و آس‌های کنونیِ کوهپایه‌های قفقاز از سوی دیگر، جای می‌گیرند و نه تنها از نظر زمانی، بلکه از نظر جغرافیایی، حلقهٔ واسط به‌شمار می‌روند. در سال ۳۷۲ میلادی این قوم مغلوب طایفه هون شد. یک گروه از آن‌ها (الان‌های اروپایی)، همراه هون‌ها به غرب مهاجرت کردند و از راه گل (فرانسه امروزی) و اسپانیا به شمال آفریقا رفتند. گروه دیگر (الان‌های قفقازی)، به سوی کوهپایه‌های قفقاز مهاجرت کردند. در قفقاز جنوبی اتحادیه‌ای به رهبری الان‌ها و طوایف محلی قفقاز تشکیل یافت. آس‌های کنونی از گروه ایرانیانی هستند که، نه در جنوب بلکه در شمال، از آن طوایف جدا شدند. آن‌ها نوادگان الان‌هایی هستند که در تواریخ گرجی از آن‌ها نام برده شده، یا از نوادگان یاسی‌های روسی هستند که هر دو با خود الان‌ها که از سرم‌ها (سرمت‌ها) به‌شمار می‌آیند، یکی دانسته شده‌اند.
نام این سرزمین و قوم در متون ادب فارسی بسیار به کار رفته‌است. در حدود العالم دربارهٔ الان‌ها چنین آمده‌است: «مشرق و جنوب وی سریر است و مغرب وی روم است و شمال وی دریای خزر و بخاک خزر است و این ناحیتی است اندر شکستگی‌ها و کوه‌ها و جایی با نعمت و ملکشان ترساست و مردمانی بت‌پرست و مردمان وی گروهی کوهی‌اند و گروهی دشتی، و لشکر ملک اینجا به شهر خیلان، باشد و بندر کاسک شهر در الان از این ناحیت است.» شرفنامه منیری الان را ولایتی از ایران و ترکستان یاد می‌کند.

## پراکندگی و تنوع
آلان‌ها، قبیله‌ای باستانی ایرانی از گروه شمالی (سکایی، سکاها، سرمتی، ماساگت‌ها) هستند که از قرون اولیه پس از میلاد مورد توجه نویسندگان کلاسیک قرار گرفته‌اند.
نام آن‌ها در یونانی به صورت Alanoi و در لاتین به صورت Alani یا Halani آمده است. همین قبایل، یا قبایل وابسته به آن‌ها، با نام‌های آسایی، رُخسولانی، ائورسوی، سیراکوی، و یازایگس نیز ذکر شده‌اند.
در دوران اولیه، بخش اصلی آلان‌ها در شمال دریای خزر و دریای سیاه ساکن بودند. بعدها، آن‌ها کریمه و بخش قابل توجهی از قفقاز شمالی را نیز به تصرف خود درآوردند.

## ریشه‌شناسی و زبان گفتاری الان‌ها
نام «آلان» از واژه ایرانی باستان *آریا-، «آریایی» گرفته شده است و بنابراین هم‌ریشه با «ایران» (از حالت اضافه جمع *آریانام) است. زبان آلان باستان را می‌توان، تا حدی، بر اساس آسی مدرن (پس از حذف اضافات ترکی و قفقازی آن) بازسازی کرد. آلان‌ها هیچ خطی ایجاد نکردند، و هیچ متنی به زبان آن‌ها به جز یک کتیبه با حروف یونانی بر روی سنگ قبری از سرچشمه‌های کوبان باقی نمانده است. چند جمله توسط نویسنده بیزانسی تزتزس ثبت شده است. نام‌های شخصی، قومی و مکانی مختلفی نیز شناخته شده است. این مطالب حداقل به وضوح نشان‌دهنده ماهیت ایرانی زبان آلان است.

## الان‌ها در گسترهٔ تاریخ
به‌طور کلی تاریخ الان‌ها را می‌توان به سه دوره تقسیم کرد:
1. از آغاز تا عصر مسیحیت و مهاجرت بزرگ
2. از پایان دوره پیشین تا حمله مغول
3. از حمله مغول تا کنون.

در دورهٔ اول، الان‌ها قبایلی چادرنشین، دامدار و رزمجو بودند که جنگجویان حرفه‌ای در اختیار شاهنشاهی اشکانی، شاهنشاهی ساسانی و امپراتوران رومی قرار می‌دادند. سواره نظام الان‌ها بسیار پرآوازه بود. همچنان که گفته شد، تاخت و تاز هون‌ها، الان‌ها را به دو بخش تقسیم کرد، الان‌های اروپایی و الان‌های قفقازی.

### الان‌های اروپایی
گروهی از الان‌های اروپایی به صورت مردمانی کوچ‌نشین درآمدند که میان شرق و غرب اروپا پراکنده شدند و به همراه قبایل آلمانی ویزیگوت و وندال‌ها به سمت سرزمین گل و اسپانیا رهسپار شدند. حتی گروهی از آنان تا شمال آفریقا نیز جلو رفتند. الان‌ها در این کوچ در کنار رومیان در نبرد شالون در سال ۴۵۱ میلادی با هون‌ها به سرکردگی آتیلا جنگیدند. پس از مرگ آتیلا، الان‌ها به همراه قبایل آلمانی تلاش کردند که از زیر یوغ هون‌ها خارج شوند. بخش بزرگی از آنان در گل و بخشی دیگر در منطقه کاتالونیا ساکن شدند. نام کاتالونیا تشکیل شده از گوت و الان است و به معنی استان گوت‌ها و الان‌ها. نام آلن در انگلیسی (Alan) و فرانسوی (Alain) یادگار این قوم است. الان‌ها هم چنین تأثیر عمیقی بر ادبیات فولکلور سِلتی گذاشتند. افسانه شاه آرتور و سلحشوران میز گرد ریشه در افسانه‌های قبایل الانی اروپا دارد. گروهی از الان‌های اروپایی در سواحل دریای سیاه و شبه‌جزیره کریمه باقی‌ماندند.

### الان‌های قفقازی
الان‌های قفقازی بخش‌هایی از دشت‌های قفقاز و دامنه‌های کوهساران سرچشمه‌های رود کوبان را از زلنچوک (Zelenchuk)در غرب تا در الان در شرق تسخیر کردند. به این صورت آن‌ها یکجانشین شدند و به کشاورزی و دامپروری پرداختند. سپس شهرهایی ایجاد شد و ساختارهای حکومتی پدید آمد. هم چنین مراودات فرهنگی و سیاسی با بیزانسی‌ها، گرجی‌ها، آبخازها، خزرها و روس‌ها ایجاد شد. از جمله این ارتباطات می‌توان به ازدواج‌های میان خاندان‌های سلطنتی اشاره کرد. از قرن پنجم با تبلیغات مسیحی‌گری به وسیله بیزانسی‌ها و پس از آن گرجی‌ها و آمدن مبلغان مسیحی به سرزمین الانها، ایشان در قرن دهم مسیحیت را پذیرفتند. گاهی ایشان از دروازه الان‌ها وارد اران شده و پس از آن تا آذربایجان آمده کشتار و غارت می‌کردند.
در شاهنامه فردوسی در مورد جنگ ایشان به سبب حمله به ایران به وسیلهٔ خسرو انوشیروان نوشته شده‌است.
| ز دریا به راه الانان کشید      |  | یکی مرز ویران و بیکار دید     |
| به آزادگان گفت ننگست این       |  | که ویران بود بوم ایران زمین   |
| ز لشکر فرستاده‌ای برگزید        |  | سخنگوی و دانا چنان چون سزید   |
| بدو گفت شبگیر ز ایدر بپوی      |  | بدین مرزبانان لشکر بگوی       |
| شنیدم ز گفتار کارآگهان         |  | سخن هرچ رفت آشکار و نهان      |
| که گفتید ما را ز کسری چه باک   |  | چه ایران بر ما چه یک مشت خاک  |
| کنون ما به نزد شما آمدیم       |  | سراپرده و گاه و خیمه زدیم     |
| در و غار جای کمین شماست        |  | بر و بوم و کوه و زمین شماست   |
| فرستاده آمد بگفت این سخن       |  | که سالار ایران چه افگند بن    |
| سپاه الانی شدند انجمن          |  | بزرگان فرزانه و رای زن        |
| سپاهی که‌شان تاختن پیشه بود     |  | وز آزادمردی کماندیشه بود      |
| از ایشان بدی شهر ایران به بیم  |  | نماندی بکس جامه و زر و سیم    |
| فرستاده پیغام شاه جهان         |  | بدیشان بگفت آشکار و نهان      |
| رخ نامداران ازان تیره گشت      |  | دل از نام نوشینروان خیره گشت  |
| بزرگان آن مرز و کنداوران       |  | برفتند با باژ و ساو گران      |
| از ایشان هر آنکس که پیران بدند |  | سخنگوی و دانشپذیران بدند      |
| همه پیش نوشینروان آمدند        |  | ز کار گذشته نوان آمدند        |
| چو پیش سراپردهی شهریار         |  | رسیدند با هدیه و با نثار      |
| خروشان و غلتان به خاک اندرون   |  | همه دیده پر خاک و دل پر ز خون |
| بر ایشان ببخشود بیدار شاه      |  | ببخشید یک سر گذشته گناه       |
| بفرمود تا هرچه ویران شدست      |  | کنام پلنگان و شیران شدست      |
| یکی شارستانی برآرند زود        |  | بدو اندرون جای کشت و درود     |

در سال ۸۷۵ میلادی سرداران خلیفه بغداد به قفقاز تاختند و بنیان کشورهای کرجیها، الان‌ها و آبخازها را برانداختند؛ و سرزمین خزرها را هم ویران کردند. اما الان‌ها کشور و دولت خود را بازسازی کردند. در متون بیزانسی، فارسی و عربی سده‌های میانه از ایشان نام برده شده‌است. مسعودی نوشته‌است: «پادشاهی الانها از داغستان تا ابخازستان امتداد دارد و شاه الانها سی هزار سوار جنگی در خدمت دارد و روستاها بسیار نزدیک هم می‌باشند».

### الان‌ها پس از حملهٔ مغول
هجوم مغول‌ها در قرن سیزدهم و یورش‌های تیمور در قرن چهاردهم ضربه‌ای مرگبار بر کشور و مردم الان داشت. عزالدین بن اثیر الجزری گزارش داده‌است: «تاتارها به الانها تاختند، ایشان را کشتار کردند و از هیچ هتک حرمت و چپاولی فروگزار نکردند و اسیر بسیار گرفتند و سپس به سوی قبچاق‌ها تاختند». باقی‌مانده الان‌ها به سه گروه تقسیم شدند:
یک گروه به سمت کوهپایه‌ها و دره‌های قفقاز مرکزی عقب نشستند و تا به امروز در آن مکان‌ها زندگی می‌کنند و خود را «آس» و «ایرَته» و سرزمینشان را «ایرُستان» می‌نامند. تعداد آن‌ها حدود چهارصد هزار نفر تخمین زده می‌شود. شاخه شرقی این گروه خود را «ایر/Ir» می‌نامد و شاخه غربی خود را «دیگور/Digor». نام الان به صورت «آلون/Allon» هنوز در ادبیاتِ فولکلور آن‌ها باقی مانده‌است.
گروه دوم به همراه قبچاق‌ها (Qipchaqs) به سوی اروپا مهاجرت کردند و در مجارستان ساکن شدند. در نامه‌ها و تاریخنامه‌های مجاری و روسی از ایشان به عنوان «آس» و «یاس» "Yas" نام برده شده‌است. سرزمینی که ایشان اشغال کردند امروزه Jászság نامیده می‌شود که به معنی استان "Yas"ها است. آن‌ها زبان و فرهنگ خود را تا قرن ۱۵ میلادی حفظ کردند ولی پس از آن کم‌کم زبان مجاری را پذیرفتند و میان ایشان جذب شدند.
گروه سوم به خدمت خاقان‌های مغول درآمدند. بنا به نوشته تاریخنامه‌های چینی، سلحشوری آن‌ها تأثیر فراوان در گسترش و پیشرفت مغول‌ها داشته‌است. یک مبلغ مذهبیِ کاتولیک به نام John de Marignolli که پنج سال را در چین می‌گذراند، نوشته‌است در آن منطقه که ساکن بوده‌است تعداد الان‌ها به سی هزار نفر می‌رسیده‌است. با گذشت زمان تعداد آن‌ها به دلیل کشته شدن در جنگ‌ها کاسته می‌شود و باقی آن‌ها نیز در جمعیت محلی حل می‌شوند.
آنچه که از تحقیقات و شواهد مکتوب بجا مانده‌است، می‌توان نتیجه گرفت که پس از حملهٔ مغول، لفظ الان رفته رفته متروک شد و آس جایش را گرفت و احتمالاً هر دو نام به یک معنی استفاده می‌شده‌است؛ همان‌طور که اوست‌های کنونی نیز از هر دونام برای خویش استفاده می‌کنند.
الان‌ها خط و نوشتاری به‌وجود نیاوردند و هیچ متنی به زبان آن‌ها باقی نمانده‌است مگر کتیبه‌ای با الفبای یونانی بر روی سنگ آرامگاهی در سرشاخه رود کوبان.

## سال‌شمار
- ۱۳۳ میلادی حمله الانان به غرب آسیا.[۲۷]